# Wybory prezydenckie w Stanach Zjednoczonych w 1860 roku

Mapa wyborcza Stanów Zjednoczonych w 1860 roku. Liczba na mapie określa liczbę przedstawicieli stanu w Kolegium Elektorów

Wybory prezydenckie w Stanach Zjednoczonych w 1860 roku – dziewiętnaste wybory prezydenckie w historii Stanów Zjednoczonych. Na urząd prezydenta wybrano Abrahama Lincolna, a wiceprezydentem został Hannibal Hamlin.

## Kampania wyborcza
Wybory prezydenckie w 1860 roku odbywały się w atmosferze napięcia i groźby secesji stanów południowych. Wydarzenia z 1859 roku, jak insurekcja Johna Browna i debaty Lincoln–Douglas ukształtowały politykę głównych partii. Początkowo najpoważniejszym kandydatem Partii Republikańskiej był William H. Seward, lecz jego kontrowersyjne wypowiedzi, w których zapowiadał rozpad kraju, w przypadku nierozwiązania kwestii niewolniczej, pozbawiły go nominacji. Kandydatem republikanów został inny dawny wig, Abraham Lincoln, który w wielu kwestiach zajmował dużo bardziej stonowane stanowisko. W kampanii popierał interesy rolnictwa i przemysłu z Północy oraz budowę kolejowej linii transkontynentalnej. Sprzeciwił się rozszerzaniu niewolnictwa, konstytucji z Lecompton, ale potępił najazd Browna. W Partii Demokratycznej istniał rozłam, który uwidocznił się 23 kwietnia 1860 na konwencji w Charleston. Stephen A. Douglas miał poparcie większości delegatów, ale niewystarczające do uzyskania nominacji. Jego program opierał się na zasadzie „suwerenności ludu”, jednak delegaci z Południa wycofali swoje poparcie i zażądali, by terytoria południowe zostały objęte federalną ochroną niewolnictwa. Wobec braku zgody na ten postulat i powstałego impasu, konwencja została odroczona do czerwcowego zjazdu w Baltimore. Konwencja w Baltimore została szybko zerwana przez delegatów południowych, którzy nominowali swoim kandydatem urzędującego wiceprezydenta Johna Breckinridge’a (28 czerwca). Pięć dni wcześniej delegaci z Północy poparli Douglasa. Rozłam w Partii Demokratycznej znacznie ułatwił zwycięstwo republikanom. Czwartą siłą startującą w wyborach była Partia Unii Konstytucyjnej, składająca się z konserwatystów i dawnych wigów. Ich majowa konwencja w Baltimore nominowała Johna Bella kandydatem na prezydenta i Edwarda Everetta na wiceprezydenta.

## Kandydaci

### Partia Demokratyczna z Południa

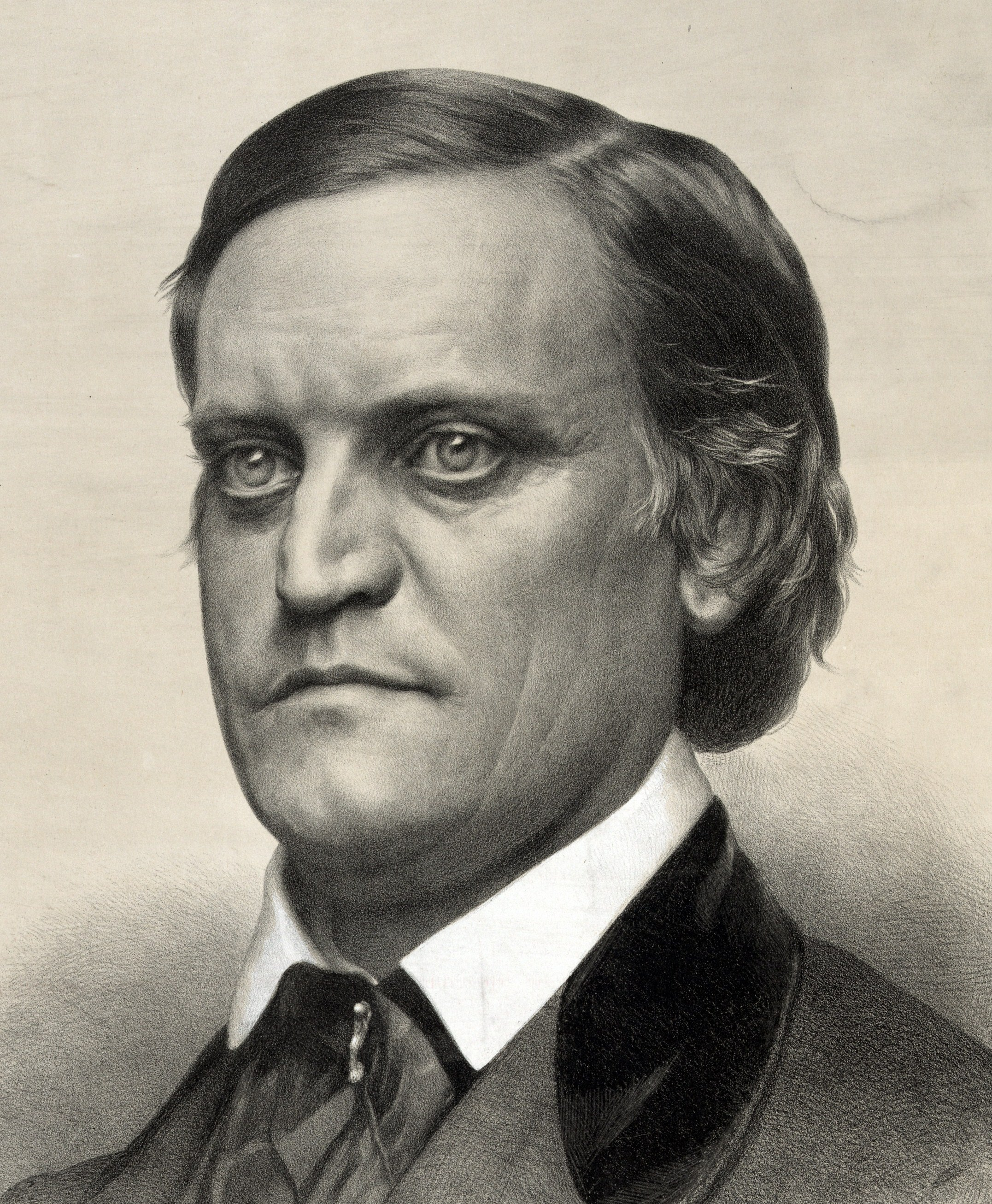
John Cabell Breckinridge
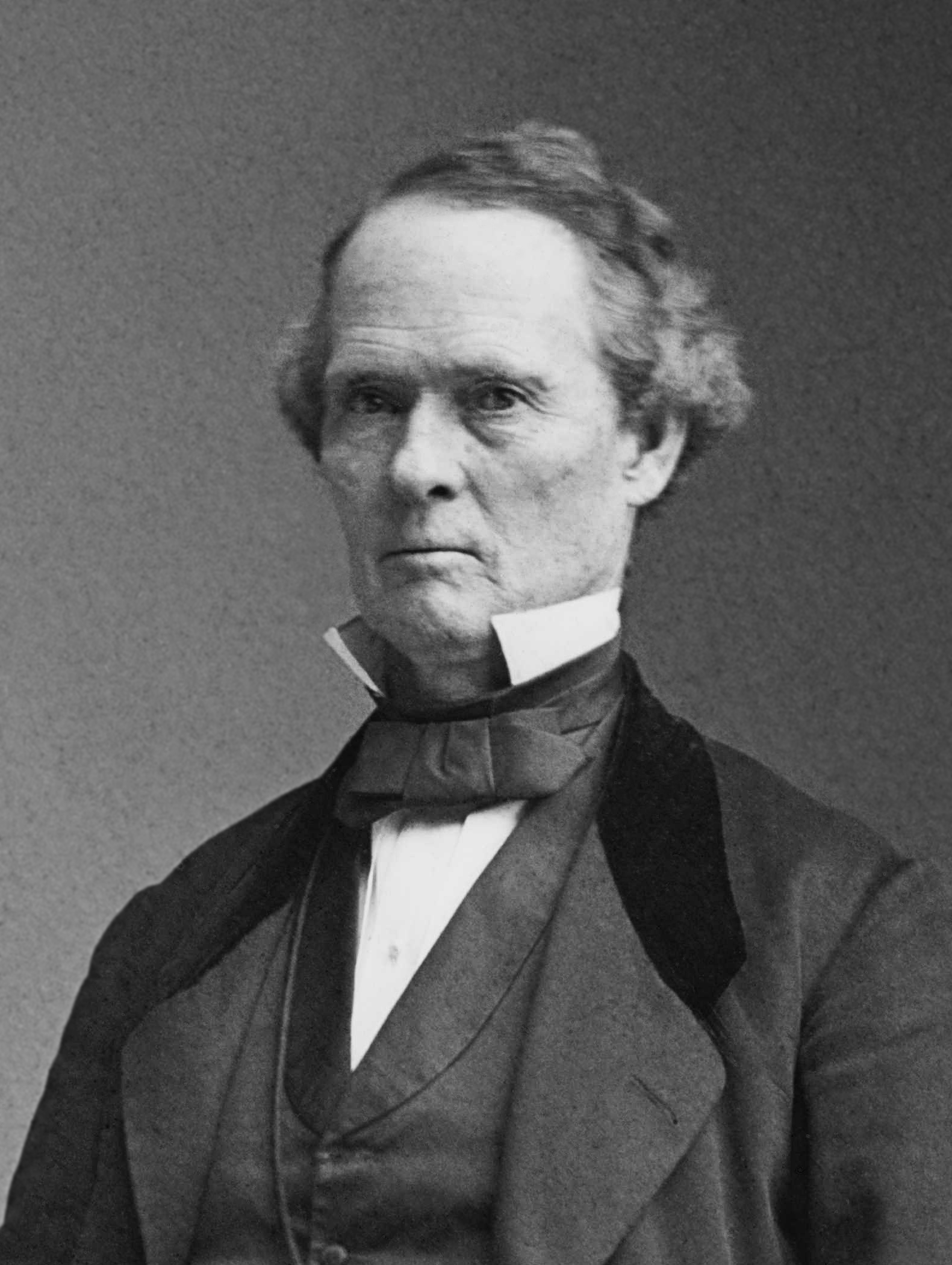
Joseph Lane

### Partia Demokratyczna z Północy

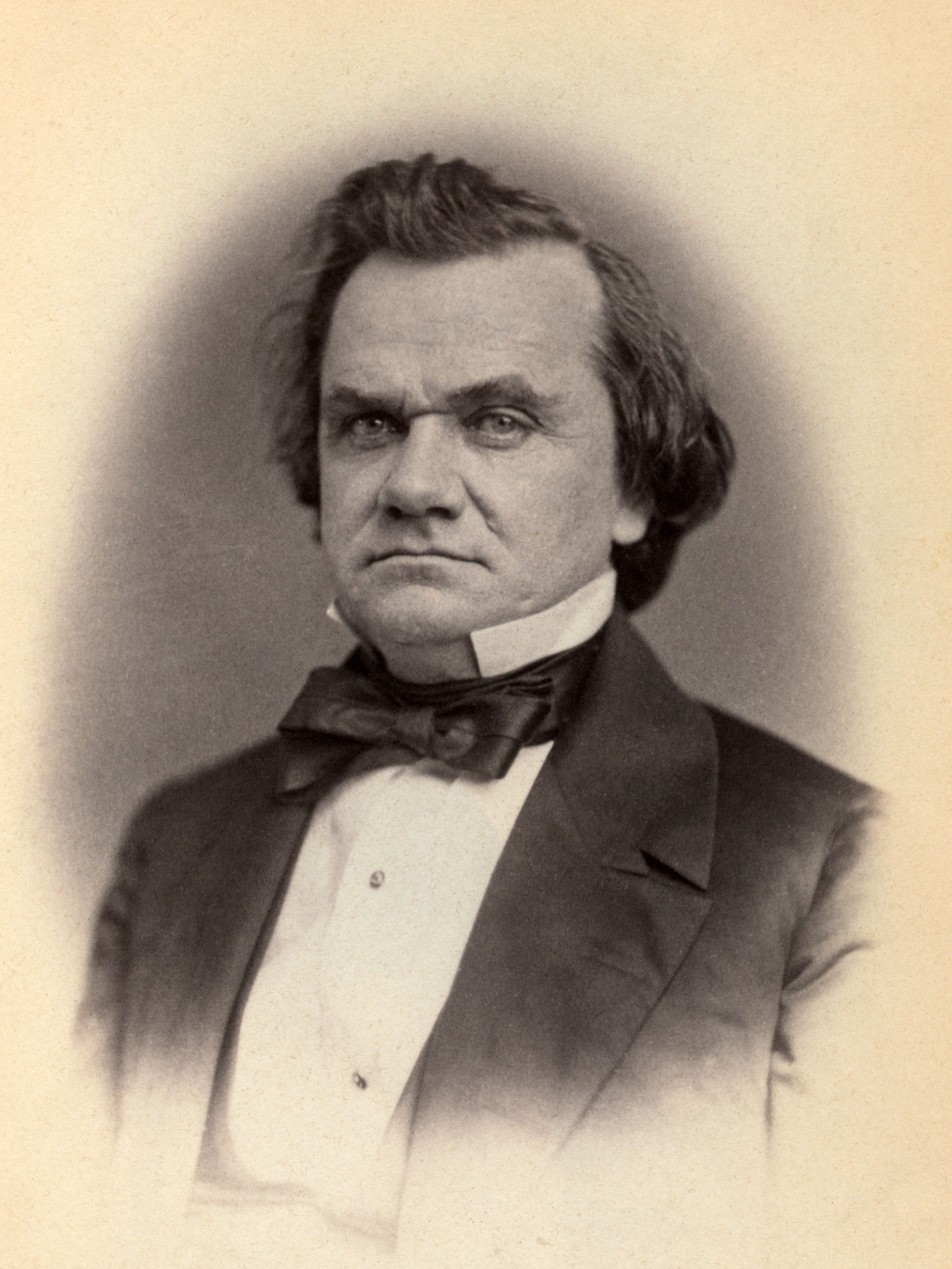
Stephen A. Douglas
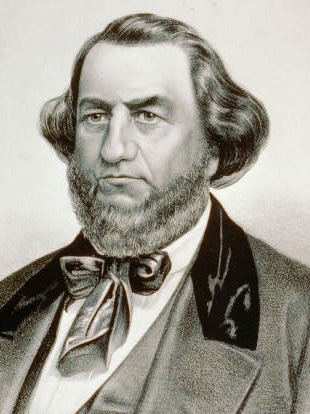
Herschel Johnson

### Partia Republikańska

Abraham Lincoln
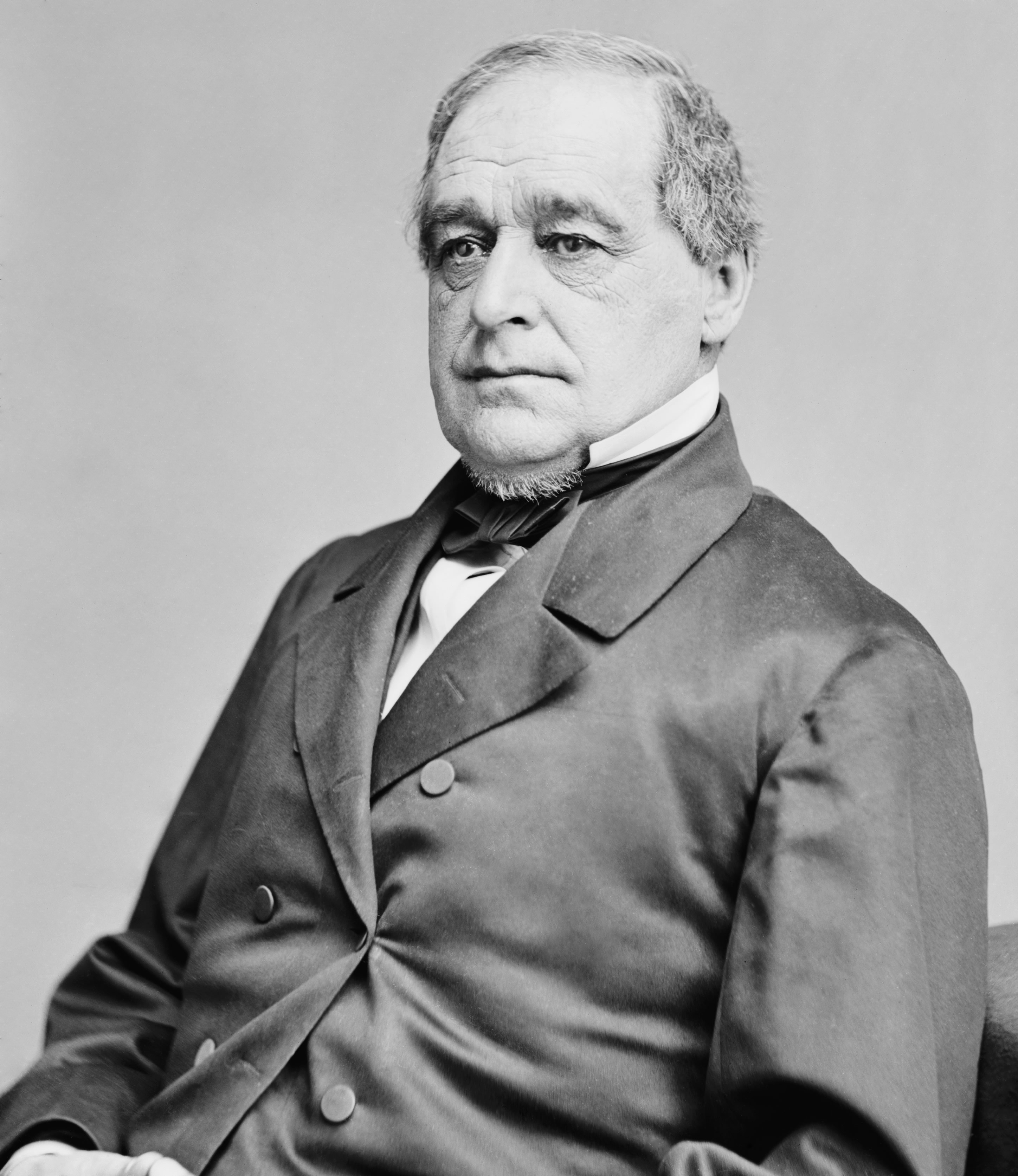
Hannibal Hamlin

### Konstytucyjna Partia Unii

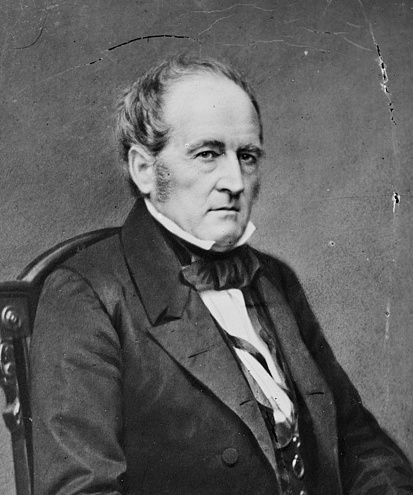
John Bell
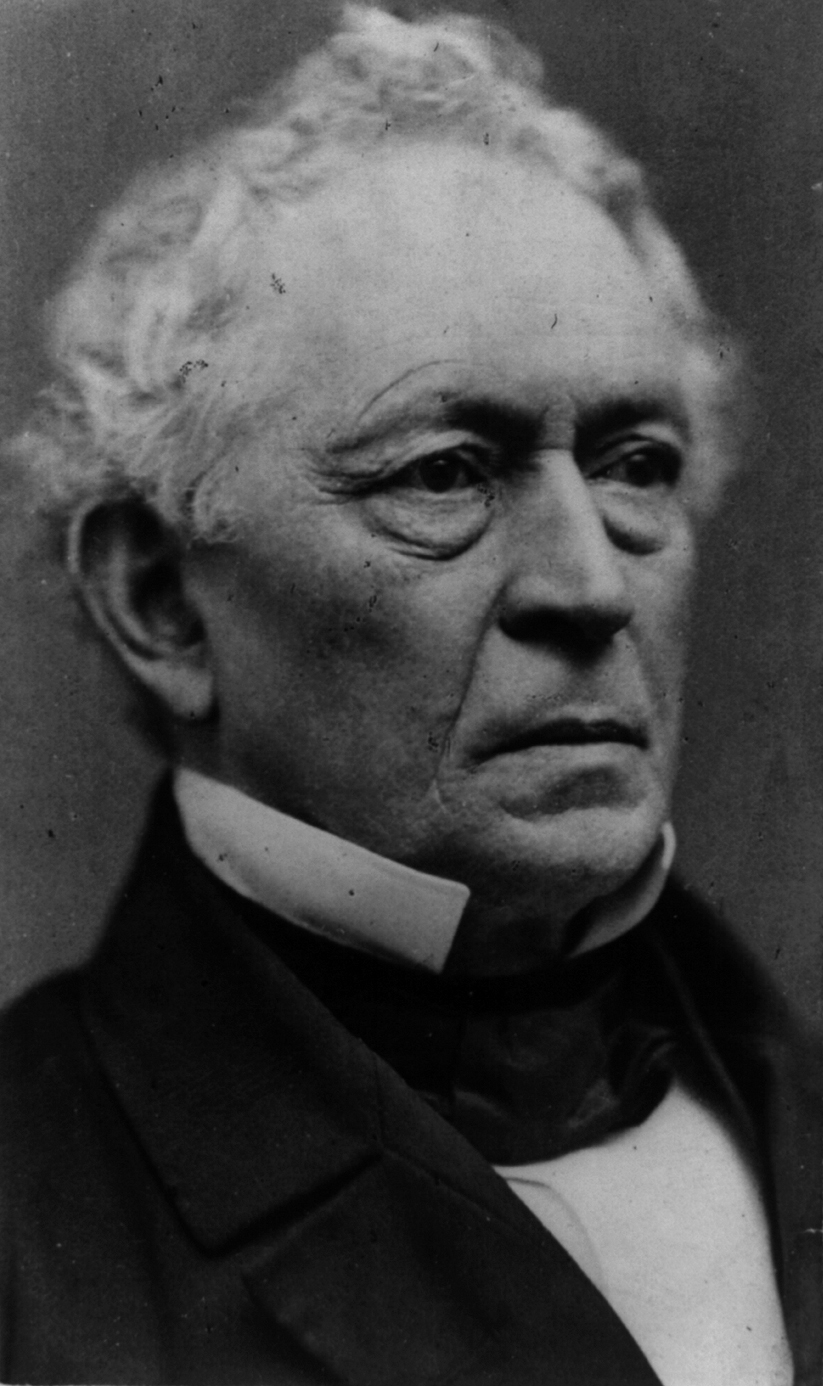
Edward Everett

## Wyniki głosowania
Głosowanie powszechne odbyło się 6 listopada 1860. Lincoln uzyskał 39,9% poparcia, wobec 29,4% dla Douglasa, 18,1% dla Breckinridge’a i 12,6% dla Bella. Ponadto, nieco ponad 500 głosów oddano na niezależnych elektorów, głosujących na innych kandydatów. Frekwencja wyniosła 81,2%. W głosowaniu Kolegium Elektorów (zatwierdzonym 13 lutego 1861) Lincoln uzyskał 180 głosów, przy wymaganej większości 152 głosów. Na Breckinridge’a zagłosowało 72 elektorów, na Bella – 39, a na Douglasa – 12. W głosowaniu wiceprezydenckim zwyciężył Hannibal Hamlin, uzyskując 180 głosów. Joseph Lane uzyskał 72 głosy, Edward Everett – 39, a Herschel Johnson – 12.
Abraham Lincoln został zaprzysiężony 4 marca 1861 roku.
| Kandydat na prezydenta | Partia                          | Głosowanie powszechne | Głosowanie powszechne | Kolegium Elektorów |
| Kandydat na prezydenta | Partia                          | Głosy                 | Procent               | Kolegium Elektorów |
| ---------------------- | ------------------------------- | --------------------- | --------------------- | ------------------ |
| Abraham Lincoln        | Partia Republikańska            | 1 866 452             | 39,9%                 | 180                |
| John Breckinridge      | Partia Demokratyczna z Południa | 847 953               | 18,1%                 | 72                 |
| John Bell              | Konstytucyjna Partia Unii       | 590 631               | 12,6%                 | 39                 |
| Stephen A. Douglas     | Partia Demokratyczna z Północy  | 1 375 157             | 29,4%                 | 12                 |
| Łącznie                | Łącznie                         | Łącznie               | Łącznie               | 303                |

| Kandydat na wiceprezydenta | Partia                          | Kolegium Elektorów |
| -------------------------- | ------------------------------- | ------------------ |
| Hannibal Hamlin            | Partia Republikańska            | 180                |
| Joseph Lane                | Partia Demokratyczna z Południa | 72                 |
| Edward Everett             | Konstytucyjna Partia Unii       | 39                 |
| Herschel Johnson           | Partia Demokratyczna z Północy  | 12                 |
| Łącznie                    | Łącznie                         | 303                |